# Strömsund (Gemeinde)
Koordinaten: 63° 51′ N, 15° 33′ O

Strömsund ist eine Gemeinde (schwedisch kommun) in der schwedischen Provinz Jämtlands län und den historischen Provinzen Jämtland, Ångermanland und Lappland. Der Hauptort der Gemeinde ist Strömsund.
Durch die Gemeinde führt die Europastraße 45 und die Inlandsbahn.

## Geographie
Die Gemeinde, die zu den flächenmäßig größeren Gemeinden Schwedens gehört, erstreckt sich ungefähr 170 Kilometer entlang des Seensystems Ströms Vattudal am Oberlauf des Flusses Faxälven nach Nordwesten bis zur norwegischen Grenze. Der nordwestliche Teil der Gemeinde liegt im  Skandinavischen Gebirge, während der südöstliche Teil im Vorland liegt, das von zahlreichen Seen geprägt ist und landwirtschaftlich genutzt wird.
Die Felsmalereien am Fångsjön (schwedisch Hällmålningarna vid Fångsjön) liegen etwa 6,0 km südöstlich von Strömsund.

## Religion
Lutherische Kirchen gibt es in den Ortschaften Ström, Alanäs, Gåxsjö, Hammerdal, Fjällsjö, Bodum, Tåsjö und Frostviken; sie gehören dem Bistum Härnösand der Schwedischen Kirche an. Darüber hinaus gibt es Baptistengemeinden in Norråker und Hoting sowie Pfingstgemeinden in Gäddede und Strömsund. Eine katholische Gemeinde gibt es in Strömsund nicht; der nächste Gottesdienststandort ist Östersund.

## Wirtschaft
Der größte Arbeitgeber ist heutzutage die Gemeinde. Industriebetriebe liegen in Hammerdal und Hoting.